# Phylactometria
Phylactometria – klad wijów z gromady pareczników i podgromady Pleurostigmophora.

## Taksonomia
Phylactometria określane bywały także jako Epimorpha sensu lato. Obejmują Craterostigmomorpha, Devonobiomorpha oraz Epimorpha (Epimorpha sensu stricto) do których należą skolopendrokształtne i zieminkokształtne.

## Charakterystyka
Cechami wspólnymi Phylactometria są: troska macierzyńska o jaja i świeżo wyklute młode, wzmocnienie szczękonóży przez zlanie się zawiasów między coxosternitami oraz obecność bocznych pęcherzyków na jądrach.